# Echipa națională de fotbal a Bermudei
Echipa națională de fotbal a Bermudei reprezintă Bermuda în fotbalul internațional. Nu s-a calificat la nici un turneu final.

## Calificări

### Campionatul mondial
- 1930 până în 1966 - nu a participat
- 1970 - nu s-a calificat
- 1974  până în 1990 - nu a participat
- 1974 - 'nu s-a calificat
- 1998 - s-a retras
- 2002 până în 2010 - nu s-a calificat

### Cupa de Aur
- 1963 până în 1967 – nu a participat
- 1969 până în 1971 – nu s-a calificat
- 1973 până în 1996 – nu a participat
- 1998 până în 2000 – nu s-a calificat
- 2002 – s-a retras
- 2003 – nu a participat
- 2005 până în 2009 – nu s-a calificat
- 2011 – nu a participat

## Jocurile Islandice
- 1989 până în 2005 – nu a participat
- 2007 – locul patru

## Lot
P : Timothy Figureido, Jason Williams, Nigel Burgess
FD : Darius Cox
FC : Omar Shakir, Kijuan Franks, Kevin Richards
FC : Antonio Lowe, Marquel Waldron
FS : Jemeiko Jennings
MD : Kwame Steede, Seion Darrell, Kofi Dill, Devaun DeGraff
MD : Meshach Wade
MD : Damon Ming
MS : Khano Smith
A : Reggie Lambe, Stephen Astwood
A : John Barry Nusum, Aljame Zuill

## Antrenori
- Clyde Best (1997–1999)
- Roderick 'Roddy' Burchall
- Gary Darrell (1992–)
- Kyle Lightbourne
- Nikeyo "Palie" Swan
- Kenny Thompson (2004)
- Keith Tucker
- Rudi Gutendorf (1968)
- Burkhard Ziese (1994–1997)
- Robert Calderon